# 都一処

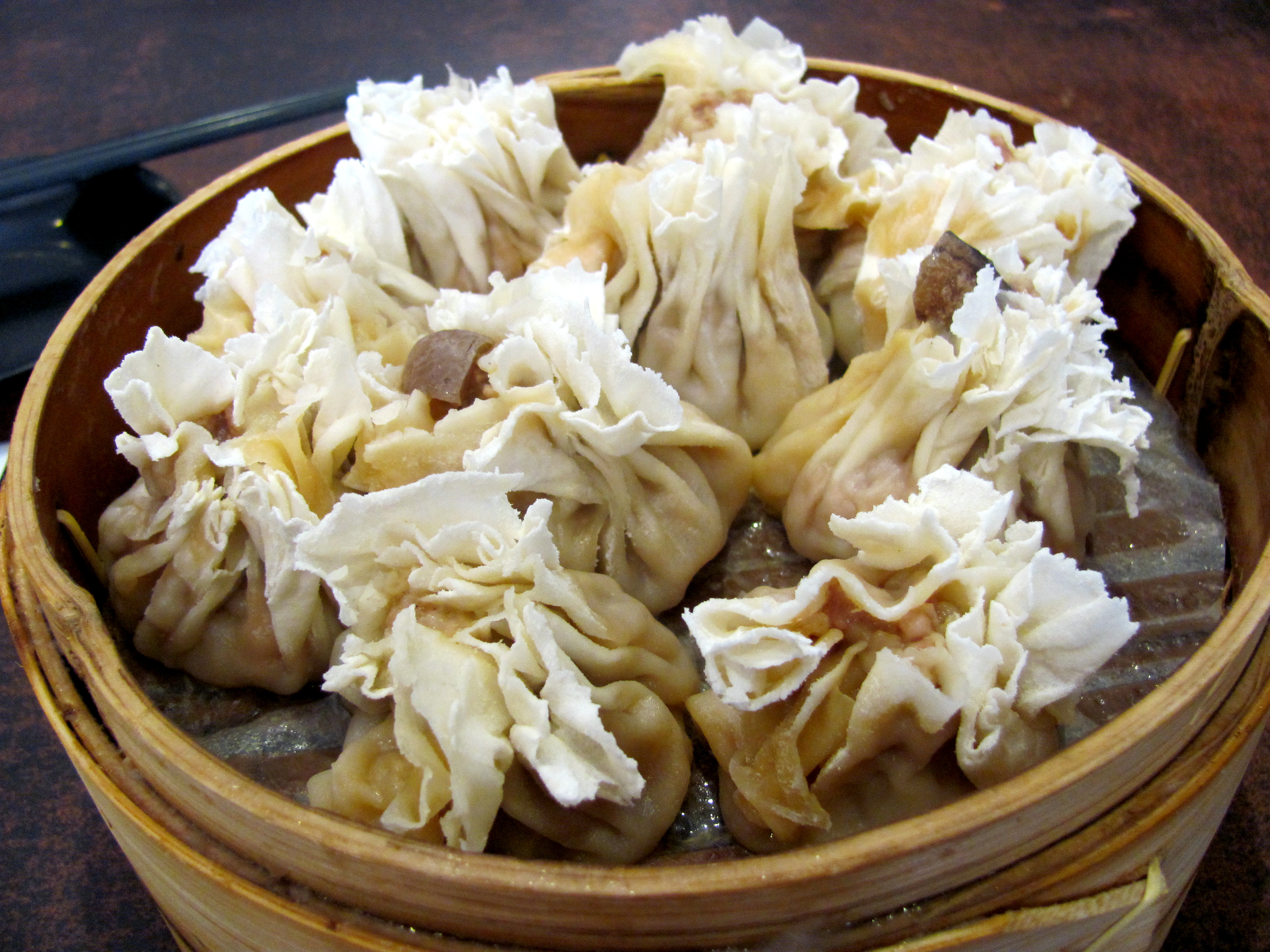
都一処の焼売

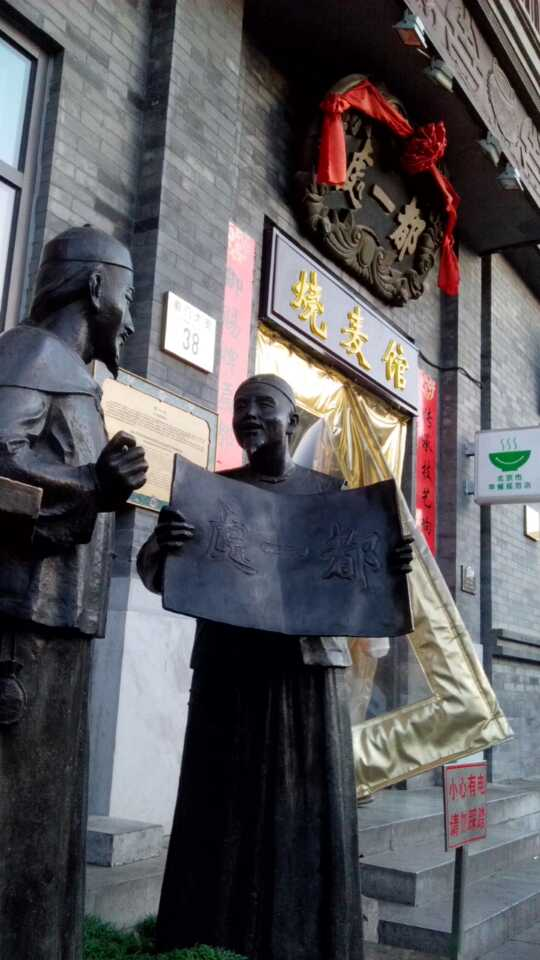
都一処

都一処（といっしょ、簡体字: 都一处）は、中国の北京市前門大街にある料理店。乾隆3年（1738年）に創業した。中国を代表する焼売の専門店で、中華老字号のひとつである。
店の名前はお忍びで訪れた乾隆帝により命名されたとされる。

## 参照
- 北京の老舗(8)都一処焼麦店[1]
- 湯先生の部屋-中国の食文化-シュウマイの話
- 10.都一処（トイッショ）のシュウマイ （北京） - 極楽な日々 - Yahoo!ブログ - ウェイバックマシン（2016年3月4日アーカイブ分）